# Matthias Sander
Matthias Sander (* 1964 in Lüneburg) ist ein deutscher Wirtschaftswissenschaftler und Professor für Marketing an der Universität Konstanz.

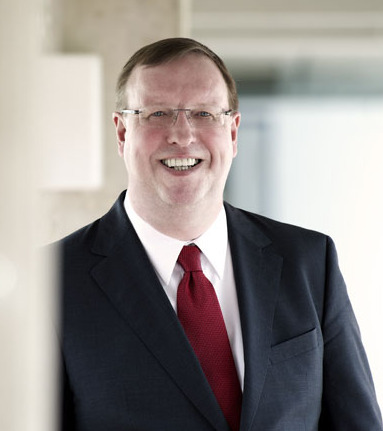
Matthias Sander, 2013

## Werdegang
Sander studierte Volkswirtschaftslehre an der Christian-Albrechts-Universität zu Kiel. Anschließend promovierte er zum Thema der Markenbewertung an der Eberhard-Karls-Universität Tübingen. An derselben Universität habilitierte er sich auch zu einem Thema der Preissetzung auf internationalen Märkten. Danach folgte er einem Ruf auf den Lehrstuhl für Allgemeine Betriebswirtschaftslehre mit dem Schwerpunkt Marketing an der Universität Konstanz. Seine Hauptarbeits- und Forschungsgebiete sind das internationale Marketing sowie das Markenmanagement bzw. Branding.
Sander ist Autor mehrerer Standardwerke zum nationalen und internationalen Marketing-Management. Zudem engagiert er sich in der internationalen Aus- und Weiterbildung von Führungskräften im Bereich Marketing. Seine Tätigkeiten beziehen sich schwerpunktmäßig auf den europäischen und den asiatischen Raum. Er war langjähriger Direktor des Management Program Constance Shanghai (MPCS), in welchem chinesische Führungskräfte weitergebildet wurden sowie von 2002 bis 2007 Beauftragter des Rektors und Koordinator des International Master of Business Administration (IMBA) - Programms mit der Shanghai Jiao Tong University. Darüber hinaus erhielt er für seine Forschungsarbeiten diverse Preise und Auszeichnungen, unter anderem den  Wissenschaftspreis des Markenverbandes (1. Preis).
In der akademischen Selbstverwaltung der Universität Konstanz war Sander als Dekan und Fachbereichssprecher des Fachbereichs Wirtschaftswissenschaften tätig. Seit 2007 hat er zudem das Amt des Vorsitzenden des Ständigen Prüfungsausschusses (BA) des Fachbereichs Wirtschaftswissenschaften inne.

## Veröffentlichungen (Auswahl)
- Marketing-Management: Märkte, Marktforschung und Marktbearbeitung, 4. Auflage, München, 2023, UVK Verlag, ISBN 978-3-8385-8829-2
- International Marketing Management, Berlin u. a., 2023, Springer Gabler Verlag (zus. mit R. Berndt, C. Fantapié Altobelli), ISBN 978-3-662-66800-9
- Internationales Marketingmanagement, 6. Auflage, Berlin u. a., 2020, Springer Gabler Verlag (zus. mit R. Berndt, C. Fantapié Altobelli), ISBN 978-3-662-60860-9
- Internet-Branding: Marketing und Markenführung im Internet, Berlin u. a., 2001, De Gruyter Oldenbourg Verlag (zus. mit C. Fantapié Altobelli), ISBN 978-3-8282-0190-3
- Internationales Preismanagement: Eine Analyse preispolitischer Handlungsalternativen im internationalen Marketing unter besonderer Berücksichtigung der Preisfindung bei Marktinterdependenzen, Heidelberg, 1997, Physica Verlag, ISBN 978-3-7908-0991-6
- Die Bestimmung und Steuerung des Wertes von Marken: Eine Analyse aus Sicht des Markeninhabers, Heidelberg, 1994, Physica Verlag, ISBN 978-3-7908-0742-4